# Amy Dahan-Dalmédico

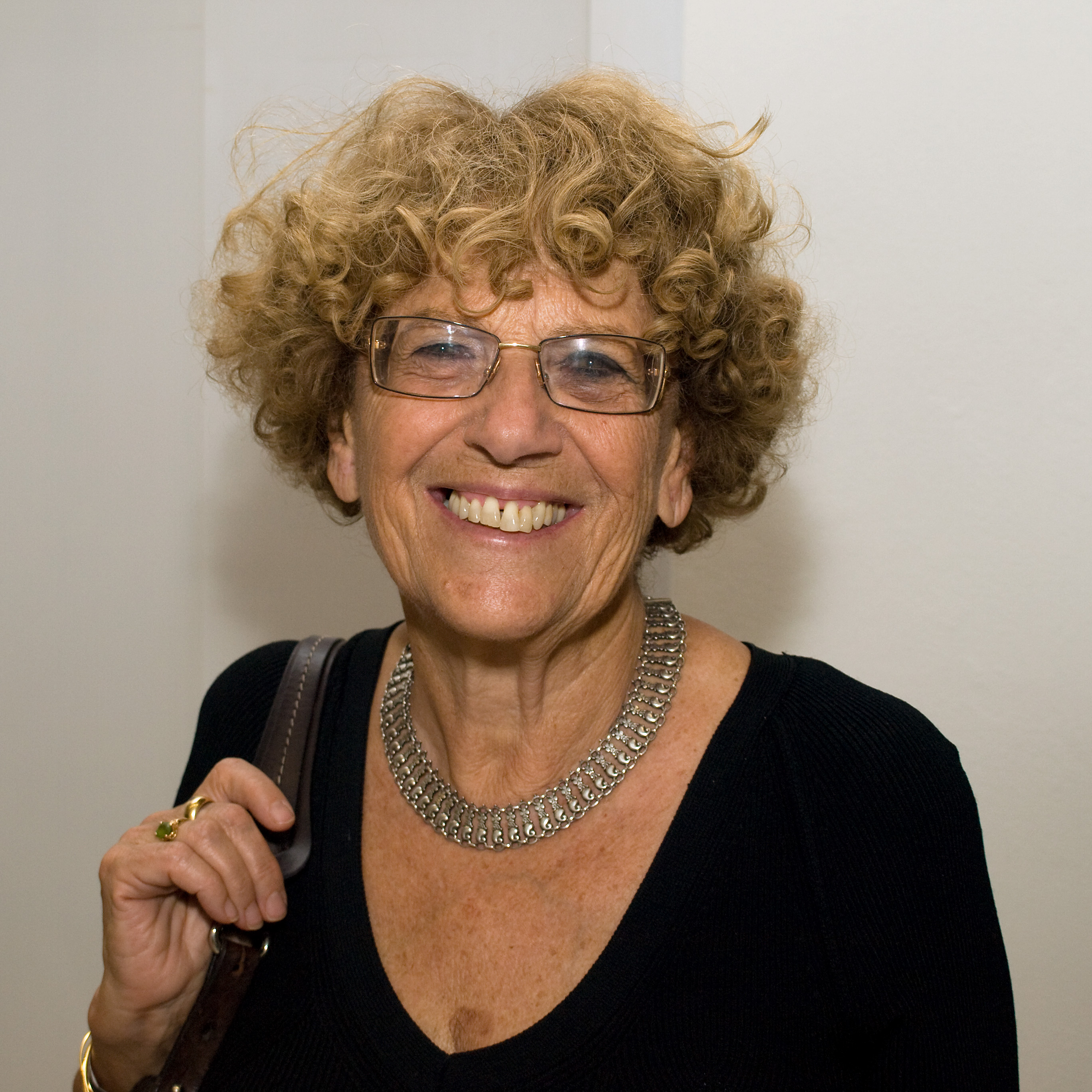
Amy Dahan (2016)

Amy Dahan-Dalmédico, auch Amy Dahan, ist eine französische Mathematik- und Wissenschaftshistorikerin.
Dahan studierte bis 1979 Mathematik an der Sorbonne und wurde 1990 mit einer Arbeit über Augustin-Louis Cauchy in Wissenschaftsgeschichte promoviert (Thèse de doctorat d'état). Bis 1983 lehrte sie an der Universität Amiens, 1988 bis 2002 an der École polytechnique und ab 1998 an der École des hautes études en sciences sociales (EHESS). 2008 lehrte sie an der Freien Universität Brüssel. Sie war ab 1995 Forschungsdirektorin des CNRS für ein Programm über mathematische Praktiken im 20. Jahrhundert und Wechselwirkung von Mathematik mit Kultur, Technik und anderen Wissenschaften und war Ko-Direktorin des Centre Alexandre Koyré von CNRS und EHESS.
Sie befasste sich mit Geschichte der mathematischen Physik und angewandten Mathematik (insbesondere Herausbildung in Frankreich Ende des 18. und Anfang des 19. Jahrhunderts in der Schule der École Polytechnique), Geschichte der Algebra (Gruppenkonzept), Frauen in der Mathematik und diversen Mathematikern (Sophie Germain, Fourier, Laplace, Lagrange, Galois, Augustin-Louis Cauchy, insbesondere seine Beiträge zur Physik und seine Rolle bei der Entstehung des Gruppenkonzepts sowie das allgemeine Umfeld, Jacques-Louis Lions), Geschichte des Mathematikunterrichts, Wissenschaftsgeschichte im Zweiten Weltkrieg und Kaltem Krieg und Verhältnis von Politik und Mathematik im 20. Jahrhundert. Außerdem befasst sie sich mit komplexen Systemen und Chaostheorie und speziell Klimawandel, worüber sie seit 2002 eine interdisziplinäre Forschungsgruppe leitete. Sie betrachtet dabei wissenschaftssoziologische Aspekte wie die Frage, wie bestimmt wird, dass jemand in der Öffentlichkeit als Experte gilt, und sie befasst sich mit den Mechanismen der internationalen Klimagipfel.
Schwerpunkte ihrer Forschung sind allgemein das 19. und 20. Jahrhundert. Sie schrieb mit Jeanne Peiffer eine Geschichte der Mathematik, die auch ins Deutsche und Englische übersetzt wurde.

## Schriften
- Les travaux de Cauchy sur les Substitutions. Étude de son approche du concept de groupe. In: Archive for History of Exact Sciences. Bd. 23, 1980/1981, S. 279–319, doi:10.1007/BF00327913.
- mit Jeanne Peiffer: Une histoire des mathématiques. Routes et Dédales. Éditions Études vivantes, Paris u. a. 1982, ISBN 2-7310-4112-9 (2ième édition. (= Points. Série Sciences. 49). Éditions du Seuil, Paris 1986, ISBN 2-02-009138-0).
  - deutsche Übersetzung: Wege und Irrwege – eine Geschichte der Mathematik. Birkhäuser, Basel u. a. 1994, ISBN 3-7643-2561-5 (Reprint. Springer, Basel u. a. 2014, ISBN 978-3-0348-6176-2).
  - englische Übersetzung: History of Mathematics. Highways and byways. Übersetzung Sanford L. Segal. Mathematical Association of America, Washington DC 2010, ISBN 978-0-88385-562-1.
- mit Jean Dhombres, Rudolph Bkouche, Christian Houzel, Hélène Guillemot: Mathématiques au fil des âges. Gauthier-Villars, Paris 1987, ISBN 2-04-016448-0.
- Sophie Germain. In: Scientific American. Bd. 265, Nr. 6, 1991, S. 116–123, JSTOR:24938838.
  - deutsche Übersetzung in: Spektrum der Wissenschaft. Nr. 2, 1992, S. 80–87.
- als Herausgeberin mit Jean-Luc Chabert, Karine Chemla (Hrsg.): Chaos et déterminisme (= Points. Série Sciences. 80). Éditions du Seuil, Paris 1992, ISBN 2-02-015182-0.
- Mathématisations. Augustin-Louis Cauchy et l’École francaise. Éditions du Choix u. a., Argenteuil u. a. 1993, ISBN 2-909028-10-0.
- mit Bruno Belhoste, Antoine Picon (Hrsg.): La Formation polytechnicienne, 1794–1994. Dunod, Paris 1994, ISBN 2-10-002060-9.
- als Herausgeberin mit Bruno Belhoste, Dominique Pestre, Antoine Picon: La France des X, deux siècles d'histoire. Economica, Paris 1995, ISBN 2-7178-2878-8.
- als Herausgeberin mit Umberto Bottazzini: Changing Images in Mathematics. From the French Revolution to the New Millennium (= Studies in the History of Science, Technology and Medicine. 13). Routledge, London u. a. 2001, ISBN 0-415-27118-5.
- als Herausgeberin mit Dominique Pestre: Les sciences pour la guerre. 1940–1960 (= Civilisations et Sociétés. 120). Éditions de l’École des Hautes Études en Sciences Sociales, Paris 2004, ISBN 2-7132-2015-7.
- als Herausgeberin mit Michel Armatte: Modèles et Modélisations. 1950–2000 (= Revue d’Histoire des Sciences. Bd. 57, Nr. 2, 2004, (Numéro spécial)). Presses Universitaires de France, Paris 2005, ISBN 2-13-055013-4.
- Jacques-Louis Lions, un mathématicien d’exception. Entre recherche, industrie et politique. Éditions La Découverte, Paris 2005, ISBN 2-7071-4709-5.
- als Herausgeberin: Les Modèles du Futur. Changement climatique et scénarios économiques. Enjeux scientifiques et politiques. Éditions La Découverte, Paris 2007, ISBN 978-2-7071-5013-4.
- mit Stefan C. Aykut: Gouverner le climat ? 20 ans de négociations internationales. Presses de Sciences Po, Paris 2014, ISBN 978-2-7246-1680-4.